# 박원일
박원일(1981년 ~ )은 대한민국의 MBN의 아나운서였다.
서울특별시에서 태어났으며, 양정초등학교, 금정중학교, 군포고등학교를 졸업하였다. 명지대학교에서 사학 연세대학교에서 아동가족학을 전공하였다. 주로 뉴스앵커로 활동을 했다. 현재는 GSEEK 등 이러닝 콘텐츠 아나운서와 포럼 전문 MC로 활동 중이며, 트라이앵글커뮤니케이션 소속이다.

## 경력
- 학력: 연세대학교 아동가족학과 학사
- 경력: 2010년 이토마토 제9기 공채기자
- 입사: 2011년 MBN 제7기 공채 아나운서

## 출연 프로그램

### 현재
- MBN - MBN 뉴스 8 MBN 뉴스
- MBN - MBN 뉴스

### 과거
- MBN - MBN 뉴스
- MBN - MBN 스포츠뉴스
- MBN - 뉴스 오늘과 내일
- MBN - 세계는 지금
- MBN - 생방송 매일경제
- MBN - MBN 12시 뉴스